# France Šuštar
France Šuštar, slovenski botanik, * 12. oktober 1923, Šmartno pod Šmarno goro, † 16. april 2016, Ljubljana

## Življenje in delo
France Šuštar izhaja iz delavske družine iz Šmartna pod Šmarno goro. Leta 1935 je končal osnovno šolo v rojstnem kraju in 6 razredov klasične gimnazije (1935–1941) v Ljubljani. Od leta 1941–1943 je bil delavec v tovarni Stora v Zgornjih Gameljnah in nato do 1945 mobiliziran v nemški vojski. Leta 1946 je opravil izpite za 7. in 8. razred gimnazije in istega leta  maturiral na I. državni gimnaziji v Ljubljani. V letih 1946–1950 je študiral na takratni  Prirodoslovno-matematični fakulteti v Ljubljani, smer  geologija-biologija in odslužil (1950–1951) vojaški rok na otoku Visu. 
Na temo Floristični pregled in fitogeografska oznaka Rašice je leta 1960 diplomiral na Biotehniški fakulteti v Ljubljani. Za diplomsko delo je prejel študentsko Prešernovo nagrado. V letih 1952–1956 je poučeval različne naravoslovne predmete na gimnaziji v Ajdovščini, 1956–1957 na nižji gimnaziji v Mirnu in 1957–1960 na osemletki v Renčah. Svoja akademska leta je preživel kot asistent (mentorstvo Prof. dr. Viktor Petkovšek) 1965, docent 1977, izredni profesor 1981 in od leta 1987 kot redni profesor za botaniko na katedri za aplikativno botaniko na Biotehniški fakulteti v Ljubljani, kjer je vsa leta, poleg znanstvenoraziskovalnega dela, vodil vaje in predaval botaniko na študijskih programih agronomije, gozdarstva, lesarstva, živinoreje in veterine. V pripravah na disertacijo se je usposabljal na ustanovah na Dunaju, v Gradcu in Zagrebu. Svojo doktorsko disertacijo Problemi polimorfizma genusa Thymus L. na Slovenskem in v Istri je zagovarjal leta 1974. V komisiji so sodelovali prof. dr. Stjepan Horvatić, prof. dr. Ernest Mayer in prof. dr. Viktor Petkovšek. 
Velik del njegovega znanstvenoraziskovalnega dela je zadeval fitocenološke raziskave, v povezavi z gnojilnimi poskusi, v zvezi z večkosno rabo travinja pri preusmerjanju kmetij v živinorejsko proizvodnjo in uvajanjem pašno kosnega sistema, na različnih območjih Slovenije. Med drugim je sodeloval pri kartiranju travnikov za fitocenološko karto Jugoslavije pri biološkem inštitutu SAZU (kartiranje, travniška vegetacija) spreminjanja steljnikov v travnike in mikološki problematiki. Raziskave sistematike rodu materine dušice (Thymus L.), je obelal tudi v dveh izdajah Mala flora Slovenije. Za potrebe kmetijstva je proučeval floristično sestavo travnatih površin in njihovo krmno vrednost ter spremembo travne ruše ob različnih načinih gospodarjenja in drugih spremembah okolja. Zaključek njegovih floristicnih in vegetacijskih raziskav predstavlja monografija Šmarne gore (Rastlinski svet Šmarne gore z Grmado do hribovja nad Smlednikom in Repnjami), ki je bila 1998 izdana pri zalozbi ZRC SAZU.  Za strokovne revije (Biološki vestnik, Proteus, idr.) je kot avtor oz. v sodelovanju s sodelavci objavil 22 znanstvenih in strokovnih člankov. Objavljal je tudi veliko poljudnoznanstvenih prispevkov ("Moj mali svet") ter sodeloval pri izdaji knjige Mali leksikon botanike (COBISS) v soavtorstvu s Tomažem Petauerjem in Vladom Ravnikom.
Pokopan je na ljubljanskih Žalah.